# Kyle McAlarney
Kyle James McAlarney (Staten Island, 7 luglio 1987) è un ex cestista e allenatore di pallacanestro statunitense, professionista nella NBDL e in Europa.

## Palmarès
- Match des Champions: 1

Limoges CSP: 2012